# Língua austral
Austral (Reo Tuha'a pae)  é uma língua malaio-polinésia ameaçada de extinção, falada nas Ilhas Austrais e o Arquipélago da Sociedade, ambos na Polinésia Francesa, por 8.000 pessoas segundo o censo de 1987.
A língua também é conhecido como Tubuai-Rurutu, Tubuai, Rurutu-Tupuai ou Tupuai. Na estrutura, é similarmente comparado à Língua taitiana.

## História
Aqueles que originalmente falavam austral eram os tubuaians, o povo de Tubuai. Porque não há história registrada de sua descoberta anterior (antes da colonização europeia), não há tempo ou data precisa da ocupação inicial de Tubuai. No entanto, alguns dizem que os indígenas começaram a ocupar a ilha por volta do ano 1000. A razão disso é que durante essa época houve um grande aumento da habitação nas ilhas polinésias.
Séculos depois, por volta de 1777, James Cook "descobriu" a ilha. Posteriormente, os europeus seguiram para esta ilha polinésia para se estabelecer. Embora os tubuaians tenham criado sua própria sociedade e cultura, o objetivo dos europeus era converter os ilhéus em suas crenças. Nos resultados, a influência europeia teve um efeito negativo na cultura e na população australiana. Isso fez com que a ilha diminuísse de uma população de 3.000 para 300 ao longo dos anos, devido ao surgimento de novas doenças e à introdução do álcool.
Algumas práticas, crenças e línguas tradicionais foram perdidas ou lutaram para reviver:. The languages of the Austral area still lack official recognition, as of 2015.

## Classificação genética
Austral é classificado na família Austronésia:, que inclui a maioria das línguas do Pacífico. Esta família está dividida em 15 subcategorias, começando com Austronésia e terminando com Taiti:. Especificamente, a fam´lia é dividido em austronésico, malaio-polinésio centro-oriental, malaio-polinésio oriental, oceânico, oceânico centro-oriental, oceânico remoto, Pacífico central, fijiano-polinésio oriental, polinésio, nuclear, oriental, central e taitiano.

## Situação
O idioma australiano é classificado como "ameaçado" no “Catálogo de línguas ameaçadas de extinção””. Com menos de 6% da população da Polinésia Francesa falando o austral, seu status de Ethnologue também é considerado "variável ". Isso significa que a língua permanecerá apenas por uma geração mais e não é ensinada aos descendentes. Outra causa da dissipação da língua austral é que aqueles que a falavam agora estão falando taitiano. Essa alteração ocorreu porque o taitiano é cada vez mais conhecido e falado por mais pessoas em sua região, enquanto o austral está sendo visto como inútil,fútil, pois apenas uma pequena porcentagem das pessoas o fala..

## Dialetos
Existem quatro dialetos na língua austral: Ra'ivavae, Rimatara, Rurutu e Tubuai (também conhecido como Tupuai). Cada um deles é falado em suas ilhas correspondentes: Raivavae, Rimatara e Rurutu, exceto para o dialeto Tubuai: está extinto, tendo substituído pelo taitiano:.

## Fonologia
A fonologia dos dialetos da língua austral varia consideravelmente. Os dialetos Rurutu e Ra'ivavae, por exemplo, têm apenas oito fonemas consonantais, tornando-os relativamente difíceis de entender até mesmo para falantes de taitiano, outra língua polinésia. O dialeto Ra'ivavae também é incomum, pois sua consoante rótica evoluiu para uma consoante oclusiva velar sonora, semelhante ao som "g" forte do inglês.
|                | Labial | Alveolar | Glotal |
| -------------- | ------ | -------- | ------ |
| Oclusina Nasal | m      | n        |        |
| Plosiva        | p      | t        | ʔ      |
| Fricativa      | f v    |          |        |
| Lateral        |        | r        |        |

|           | Labial | Alveolar | Velar | Glotal |
| --------- | ------ | -------- | ----- | ------ |
| Nasal     | m      | n        |       |        |
| Plosiva   | p      | t        | g     | ʔ      |
| Fricativa | v      |          |       | h      |

Todos os dialetos têm as mesmas cinco vogais ( a,  e,  i,  o,  u, com variantes geminadas) semelhantes a praticamente todas as línguas polinésias:.

## Escrita
O alfabeto latino usado pelos dialetos do austral é bem pobre, o que é comum em línguas oceânicas.
- Em Rurutu não se usam as letras B, C, D, G, H, J, K, L, Q,  S, W, X, Y, Z.
- Em Ra’ivaval não se usam B, C, D, F, J, J, K, L,Q,  S, W, X, Y, Z

## Verbos
| Português | Austral |
| --------- | ------- |
| Dizer     | parau   |
| Saber     | ʔite    |
| Escolher  | maʔiti  |
| Ver       | naanaa  |
| Pensar    | manaʔo  |
| Trabalhar | ʔatapu  |